# Kameralamt Heiligkreuztal
Das Kameralamt Heiligkreuztal war eine Einrichtung des Königreichs Württemberg, die im Amtsbezirk Besitz und Einkommen des Staates verwaltete. Es bestand von 1806 bis 1922 und befand sich von 1807 bis 1909 in Heiligkreuztal und danach in Riedlingen. Das Kameralamt wurde im Rahmen der Neuordnung der Staatsfinanzverwaltung im Königreich Württemberg geschaffen. 

## Geschichte
Gemäß Verordnung vom 14. Juli 1807 wurden dem Kameralamt Heiligkreuztal die Patrimonialherrschaften von Hornstein in Grüningen und Graf von Stauffenberg in Wilfingen zugeteilt. 
Durch Resolution vom 21. Januar 1810 wurde das Kameralamt Uttenweiler aufgelöst und dem Kameralamt Heiligkreuztal eingegliedert. Ferner traten zum Kameralamt Heiligkreuztal folgende Patrimonialherrschaften des Kameralamts Uttenweiler bei: Fürst von Thurn und Taxis in Obermarchtal, Buchau, Dürmentingen und Scheer; Fürst von Fürstenberg in Neufra; Graf von Stadion in Oberstadion.
Laut Befehl vom 8. Juni 1811 wurden die Gefälle des Unteramts Fulgenstadt (Marbach) vom Kameralamt Weingarten an das Kameralamt Heiligkreuztal übergeben. 
Gemäß Verordnung vom 6. Juni 1819 wurde dem Kameralamt Heiligkreuztal bezüglich der Erhebung der Forst- und Jagdgefälle das Forstrevier Heiligkreuztal des Forstamts Altshausen zugeteilt. 
Durch Verordnung vom 3. Mai 1828 hat das Kameralamt Heiligkreuztal vom Kameralamt Biberach (Ochsenhausen) die zum Oberamt Riedlingen gehörigen Orte Alleshausen, Buchau, Kappel, Moosburg, Oggelshausen, Offingen, Seekirch und Tiefenbach übernommen. 
Gemäß Dekret vom 23. Juni 1835 hat das Kameralamt Heiligenkreuztal vom Kameralamt Schussenried die bisher im Ort Braunenweiler bezogenen Gefälle und gemäß Dekret vom 15. September 1835 den Zehnten von Streitberg übernommen. 
Laut Verordnung vom 6. März 1843 hat das Kameralamt Heiligenkreuztal den Ort Braunenweiler an das Kameralamt Saulgau (Schussenried) abgetreten. 
Durch Verordnung vom 28. Februar 1872 wurde vom aufgelösten Kameralamt Zwiefalten die Erhebung der Forstgefälle in den Revieren Pflummern und Zwiefalten dem Kameralamt Heiligkreuztal übertragen. 
Laut Bekanntmachung des Finanzministeriums vom 24. September 1909 wurde der Sitz des Kameralamts Heiligkreuztal nach Riedlingen verlegt.